# Gushegu District
Gushegu District är ett distrikt i Ghana.   Det ligger i regionen Norra regionen, i den nordöstra delen av landet, 500 km norr om huvudstaden Accra.